# Dasineura rhododendri
Dasineura rhododendri är en tvåvingeart som först beskrevs av Jean-Jacques Kieffer 1909.  Dasineura rhododendri ingår i släktet Dasineura och familjen gallmyggor. Inga underarter finns listade i Catalogue of Life.